# 1232
Năm 1232 là một năm trong lịch Julius.

## Sự kiện
- 15 tháng 6 - Trận Agridi: Henry I của Cyprus đánh bại quân đội của Frederick II.
- Triều đại Nasrid bắt đầu.

## Sinh
- Arnolfo di Cambio, kiến trúc sư Florentine (mất 1310)
- Manfred của Sicilia (khoảng ngày; mất năm 1266)
- Bernard Saisset, giám mục Occitan (mất 1311)

## Mất
- 18 tháng 7 - John de Braose
- Michael Scot, nhà toán học và nhà chiêm tinh người Scotland (sinh 1175)
- Đà Lôi, con trai của Thành Cát Tư Hãn (sinh năm 1190)
- William III của Sicilia (bị hành quyết), (sinh 1208)